# Papaver sjunicicum
Papaver sjunicicum är en vallmoväxtart som beskrevs av Mariam V. Agababjan. Papaver sjunicicum ingår i släktet vallmor, och familjen vallmoväxter. Inga underarter finns listade i Catalogue of Life.